# Malka Cerkovna, Tărgoviște
Malka Cerkovna (în bulgară Малка Черковна) este un sat în comuna Antonovo, regiunea Tărgoviște,  Bulgaria. 

## Demografie
Componența etnică a satului Malka Cerkovna
     Nicio identificare (100%)
     Altele (0%)
La recensământul din 2011, populația satului Malka Cerkovna era de 3 locuitori. . Pentru 100% din locuitori nu este cunoscută apartenența etnică.